# ニャンガ州
ニャンガ州 (ニャンガしゅう、フランス語: Nyanga) は、ガボンの州である。面積は21,285km2、人口は63,500人（2020年推定）。州都はチバンガである。

## 隣接州
- オゴウェ・マリティム州
- ングニエ州
- ニアリ県
- クイル県

## 下位行政区画

ニャンガ州の県

- バセ＝バニオ県
- ドゥワニ県
- ドゥシラ県
- オート＝バニオ県
- モンゴ県
- ムグイ県

## 主な都市
- チバンガ